# 函館地方裁判所
函館地方裁判所（はこだてちほうさいばんしょ）は、北海道函館市にある日本の地方裁判所の一つで、北海道を管轄している。略称は、函館地裁（はこだてちさい）。江差に支部を置いている。
北海道のうち、渡島総合振興局、檜山振興局の全域と後志総合振興局の一部を管轄区域としている。
本庁のほか、江差支部（檜山郡江差町）を函館家庭裁判所との地家裁支部として設置している。
管内には、函館、江差、松前、八雲、寿都の5つの簡易裁判所が設置されている。また、函館検察審査会も設置されている。

## 所在地
- 本庁：北海道函館市上新川町1-8  北緯41度46分42秒 東経140度44分19.5秒 / 北緯41.77833度 東経140.738750度
函館バス 昭和橋停留所下車 徒歩5分
函館市電(日中は5から6分間隔で運行) 昭和橋停留場下車 徒歩5分
- 江差支部：北海道檜山郡江差町字本町237  北緯41度51分55.9秒 東経140度7分41.5秒 / 北緯41.865528度 東経140.128194度
函館バス 新地バス停下車 徒歩5分

## 管轄
本庁
- 函館市、北斗市、上磯郡知内町、木古内町、亀田郡七飯町、茅部郡鹿部町、森町、松前郡松前町、福島町、山越郡長万部町、瀬棚郡今金町、久遠郡せたな町（旧瀬棚町、旧北檜山町域に限る）、二海郡八雲町（旧山越郡八雲町域に限る）、寿都郡寿都町、黒松内町、島牧郡島牧村

江差支部
- 檜山郡江差町、上ノ国町、厚沢部町、爾志郡乙部町、奥尻郡奥尻町、久遠郡せたな町（旧大成町域に限る）、二海郡八雲町（旧熊石町域に限る）

※ただし、行政事件及び執行事件（不動産競売、債権、財産開示）、合議事件、少年事件および裁判員裁判は本庁で取り扱う。

## 歴代所長
（任期の後ろは後職）
函館家庭裁判所長を兼任
- 塩崎勤（1992年3月 - 1994年3月 名古屋高等裁判所部総括判事）
- 篠原勝美（1999年3月 - 2000年8月　東京高等裁判所部総括判事）
- 植村立郎（2000年8月 - 2002年6月 新潟地方裁判所長）
- 門野博（2002年6月 - 2003年7月 札幌地方裁判所長）
- 大和陽一郎（2003年7月 - 2004年12月 大阪高等裁判所部総括判事（第5民事部））
- 矢村宏（2004年12月 - 2007年3月 札幌高等裁判所刑事部部総括判事）
- 上垣猛（2007年3月 - 2008年10月 奈良地方裁判所長兼奈良家庭裁判所長）
- 瀧澤泉（2008年10月 - 2010年2月 司法研修所教官）
- 信濃孝一（2010年2月 - 2011年3月 退官）
- 山田俊雄（2011年3月 - 2012年7月 東京地方裁判所立川支部長）
- 笹野明義（2012年7月 - 2014年3月 大阪高等裁判所部総括判事（第6刑事部））
- 甲斐哲彦（2014年3月 - 2015年2月 札幌家庭裁判所長）
- 山田陽三（2015年2月 - 2016年3月 大阪高等裁判所部総括判事（第6民事部））
- 和田真（2016年3月 - 2017年7月 大阪高等裁判所部総括判事）
- 石栗正子（2017年7月 - 2019年4月 札幌家裁所長）
- 齊木教朗　(2019年4月 - 2021年2月 依願退官)
- 佐久間健吉　(2021年2月 - 2022年4月 札幌高等裁判所部総括判事)
- 三木素子　(2022年4月 - 2023年6月 大阪高等裁判所部総括判事)
- 内田博久 (2023年6月 - 現職)